# Летонци
Летонци, балтички народ, који претежно живи у Летонији, где чини око 62% становништва. Летонци говоре летонским језиком, који припада балтичкој групи индоевропске породице језика (балтички и словенски језици су веома сродни и заједно чине балтословенски огранак индоевропске језичке породице). Летонаца укупно има око 1.643.000, од тога у Летонији око 1.487.000. Летонци су по вероисповести већином протестанти, а има и римокатолика, православаца и атеиста.

## Историја
Племе које је говорило финским језиком познато као Ливонци населило се међу "Летонцима", и име је променило у "чистачи шума ", назив који су такође користили средњовековни немачки и тевтонски досељеници за ове народе. The Германски досељеници су староседеоце називали "Летима" а нацију "Летланд", назвавши своју колонију Ливонија или Лифланд.
Латински облик, Ливонија, постепено се односио на целу територију данашње Летоније, као и на јужну Естонију, која је потпала под минимални германски утицај. Летонци и Литванци су једини чланови балтичке гране индоевропских језика.

## Генетика
Патерналне хаплогрупе R1a и N1a1-Tat  су две најчешће, са уделом од 39,9% међу етничким Летонцима. R1a је настао у источној Европи и повезан је са ширењем индоевропских језика. R1a Летонаца је претежно M558 и у поређењу са другим популацијама такође има највећу концентрацију M558 међу R1a. Мутација N1a1-Tat настала је у источној Азији и проширила се преко Урала у Европу где је тренутно најчешћа међу финским, балтичким и источнословенским народима. Код Летонаца и Литванаца преовладава L550 грана N1a1-Tat.
N1c1a је био присутан код 41,5%, R1a1a-M558 код 35.2% и I1 (M253) код 6.3% анализираних узорака.

## Култура

### Утицаји
Летонци деле заједнички језик и имају јединствену културу са традицијама, празницима, обичајима и уметношћу. На културу и верске традиције донекле су утицале германске, скандинавске и руске традиције. Летонци имају древну културу која је археолошки датирана из 3.000. године пре нове ере. Летонци су одржавали значајне везе и трговину са својим суседима. Прве индикације о људском становништву на земљишту модерне Летоније археолошки датирају из 9.000. п. н. е., што сугерише да су први досељеници били ловци који су остали скоро одмах након завршетка последњег леденог доба. Колонизатори са југа су брзо стигли, терајући многе ловце на север док су се поларне ледене капе топиле даље, или на исток, у данашњу Русију, Белорусију и Украјину. Римски историчар Тацит помиње "Есте", за које се сматрало да су становници модерних балтичких земаља, сугеришући да су били мирни и гостољубиви људи. Летонски народи су остали релативно неометани све док папска интервенција преко германског тевтонског реда није колонизовала Курландију, почев од прве половине 13. века. Папским декретима је Тевтонском реду наређено да шири "Божју реч" и Јеванђеље хришћанства широм "нецивилизованих" "паганских земаља". Иако су ови покушаји христијанизације становништва пропали, а Тевтонски ред се на крају преселио на југ, у регион касније познат као Источна Пруска.
Југоисточна Летонија (Латгалија), због релативно велике етничке руске популације, задржала је велики руски утицај.

### Религија
Паганизам је био главна религија пре него што је територију Летоније напао хришћански Тевтонски ред (види: Летонска митологија). Летонци још увек славе традиционалне празнике (солистиције). Диевтуриба је неопагански покрет који тврди да је модерно оживљавање етничке религије Летонаца пре христијанизације у 13. веку.
Већина хришћана Летонаца припада Евангелистичко-лутеранској цркви, али у Латгали и општини Алсунга преовладавају верници римокатоличке цркве, мала мањина Летонаца припада Летонској православној цркви и другим верским заједницама. У касном 18. веку, мали, али живахан хернхутистички покрет одиграо је значајну улогу у развоју летонске књижевне културе пре него што је апсорбован у главну лутеранску деноминацију.

### Језик
Језик предака Летонаца, летонски, се појавио као посебан језик у 16. веку. Део је посебне лингвистичке гране индоевропских језика: балтичких језика.
Још један значајан језик Летоније је скоро изумрли ливонски језик балтичко-финске подгране уралске језичке породице, који ужива законску заштиту. Латгалски језик (дијалект летонског) је такође заштићен летонским законом као историјска варијација летонског језика.